# Joseph Daul
Joseph Daul (Estrasburg, 13 d'abril del 1947) és un polític francès d'origen alsacià, conegut diputat al Parlament Europeu i alcalde de la localitat francesa de Pfettisheim, que des de gener del 2007 ocupa el càrrec de president del Grup del Partit Popular Europeu a l'Eurocambra, és a dir, cap de files dels eurodiputats populars i, per tant, de la majoria parlamentària.